# Ordre des francophones d'Amérique
Le Conseil de la langue française du Québec, devenu le Conseil supérieur de la langue française depuis le 1er octobre 2002, a institué l'Ordre des francophones d'Amérique, le 3 juillet 1978, en même temps que le prix du 3-Juillet-1608. Cette distinction, décernée annuellement à un nombre très restreint de personnalités, a pour objet de reconnaître les mérites de personnes qui se consacrent au maintien et à l’épanouissement de la langue de l’Amérique française.

## Récipiendaires

### 1978
- Xavier Deniau - Autres continents
- James Domengeaux - Amériques
- Donatien Gaudet - Acadie
- Paul-Émile Gosselin - Québec
- Louis-Israël Martel  - Amériques
- Monnin Alfred  - Ouest canadien (Manitoba)

### 1979
- Wilfrid Beaulieu - Amériques
- Anselme Chiasson - Acadie
- René Lecavalier - Québec
- Roméo Paquette - Ouest canadien
- Jeannine Séguin - Ontario
- Paul Tate - Amériques

### 1980
- Jean Auba - Autres continents
- Léger Comeau - Acadie
- Roger Demers - Québec
- Angéline Moreau - Ontario
- Roland Pinsonneault - Ouest canadien
- Claire Quintal - Amériques

### 1981
- Michel Bastarache - Acadie
- Pauline Boutal - Ouest canadien (Manitoba)
- Jeannette Dalpé-Colleret - Québec
- Gérald Robert - Amériques
- Gilles Vigneault - Québec

### 1982
- Barry Ancelet - Amériques
- Bernard Dorin - Autres continents
- Irène Fournier-Chabot - Ouest canadien
- Hélène Gravel - Ontario
- Georges-Émile Lapalme - Québec
- Paul-Émile Legault - Québec

### 1983
- Marie-Paule Breton - Québec
- Suzanne Chouinard - Québec
- Roland-Gérard Couture - Ouest canadien
- Melvin Gallant - Acadie
- Marie-Reine Mikesell - Amériques
- Adrien Pouliot - Québec
- Honorius Provost - Québec
- Marie-Paule Savard - Québec
- Louis-Albert Vachon - Québec
- Auguste Viatte - Autres continents

### 1984
- Maurice Baudoux - Ouest canadien
- Marc Blancpain - Autres continents
- Aimé Césaire - Amériques
- Martial De la Fournière - Autres continents
- Aimé Gagné - Québec
- Martin J. Légère - Acadie
- Antonine Maillet - Acadie
- Clément Marchand - Québec
- Cameron Nish - Québec
- Jean-François Pelletier - Québec
- Pierre Perrault - Québec
- Alfred Rouleau - Québec
- Guy Sanche - Québec
- Gérard Turcotte - Québec

### 1985
- Marthe Biron-Péloquin - Amériques
- Édith Butler - Acadie
- Michel Drucker - Autres continents
- Marcel Dubé - Québec
- Robert Dubuc - Québec
- Jean-Denis Gendron - Québec
- Édouard Glissant - Amériques
- Joseph Hanse - Autres continents
- Louis-Philippe Hébert - Québec
- Jeanne Kissner - Amériques
- Michèle Lalonde - Québec
- J.-Conrad Lavigne - Ontario
- Pierre Lortie - Québec
- Serge Plouffe - Ontario
- Léo Robert - Ouest canadien  (Manitoba)
- Annette Saint-Pierre - Ouest canadien (Manitoba)

### 1986
- Yolande Charron - Ontario
- Maurice Chartrand - Québec
- John Condit - Ouest canadien
- Clément Cormier - Acadie
- Robert Cornevin - Autres continents
- Georges-Henri Dagneau - Québec
- Luc Lacourcière - Québec
- David Émile Marcantel - Amériques
- Franca Marcato - Autres continents
- J. Alphonse Ouimet - Québec
- Gabrielle Roy - Québec
- Claude Marie Senninger - Amériques

### 1987
- Émile Bessette - Québec
- Jacques Bouchard - Québec
- André Boutin - Québec
- Gérard J. Brault - Amériques
- Albert O. Dubé - Ouest canadien
- Yves Duteil - Autres continents
- Lysiane Gagnon - Québec
- Jean Hubert - Québec
- Émery Leblanc - Acadie
- Paul-Aimé Martin - Québec
- Cedric May - Autres continents
- Carmen Prezioso - Amériques
- Antoine Richard - Acadie
- Gérald Samson - Ontario

### 1988
- Florent P. Bilodeau - Ouest canadien
- Edna Bourque - Acadie
- Louis A. Desrochers - Ouest canadien
- Arnold J. Drapeau - Québec
- Yolande Faguy-Côté - Amériques
- Marc Favreau - Québec
- Alain Guillermou - Autres continents
- Jean-Marie Klinkenberg - Autres continents
- Maximilien Laroche - Québec
- Maurice LeBlanc - Acadie
- Lazlo Moussong - Amériques
- Cécile Rouleau - Québec
- Yves Saint-Denis - Ontario
- Lucien Saulnier - Québec
- Paul Wyczynski - Ontario

### 1989
- Claude Beausoleil - Québec
- Henri Bergeron - Québec
- Nicole Boudreau - Québec
- Robert-L. Couturier - Amériques
- Pierre De Blois - Ontario
- Philippe Gustin - Amériques
- Muriel Kent Roy - Acadie
- Jürgen Olbert - Autres continents
- Guy-Marie Oury - Autres continents
- Daniel Pajaud - Autres continents
- Michel Plourde - Québec
- Léo Rémillard - Ouest canadien (Manitoba)

### 1990
- Pierre André - Autres continents
- George Arsenault - Acadie
- Claude Béland - Québec
- Françoise Cestac - Autres continents
- Michel Doucet - Acadie
- Antoine Gaboriau - Ouest canadien (Manitoba)
- Gérard Lévesque - Ontario
- J. Edgar Martel - Amériques
- Lorraine Pagé - Québec
- Luc Plamondon - Québec
- Alice Trottier - Ouest canadien

### 1991
- François-Albert Angers - Québec
- Elmo Authement - Amériques
- Roland Béguelin - Autres continents
- Lise Bissonnette - Québec
- Jean Cadieux - Acadie
- Clarence d'Entremont - Acadie
- Marie Létourneau-Galanti - Amériques
- Henri Lopès - Autres continents
- Irène Mahé - Ouest canadien (Manitoba)
- Gaston Miron - Québec
- Hélène Pelletier-Baillargeon - Québec
- Yves Poirier - Ontario

### 1992
- Virgil Benoit - Amériques
- Michel Bergeron - Québec
- André Bisson - Québec
- Maurice Cagnon - Amériques
- Robert Cormier - Acadie
- Clara De Baquero - Amériques
- Roger Dehaybe - Autres continents
- Jean-Claude Dupont - Québec
- Gaston Malette - Ontario
- Roger Motut - Ouest canadien
- Cécile Mulaire - Ouest canadien (Manitoba)
- Lily Tasso - Québec

### 1993
- Herménégilde Chiasson - Acadie
- Délie Gallien-Chiasson - Acadie
- Lise Gauvin - Québec
- Anne Hébert - Québec
- Lorne Laforge - Québec
- Daniel Lavoie - Ouest canadien (Manitoba)
- Germain Lemieux - Ontario
- Alain Peyrefitte - Autres continents
- Jacques Robillard - Amériques

### 1994
- Léonce Bernard - Acadie
- Odette Carignan - Ouest canadien
- Fernand Daoust - Québec
- Jean Éthier-Blais - Québec
- Rolande Faucher - Ontario
- Réal P. Gilbert - Amériques
- Louis-Edmond Hamelin - Québec
- Philippe Rossillon - Autres continents
- Étienne Saint-Aubin - Ontario

### 1995
- Léone Boudreau-Nelson - Acadie
- Guy Boulizon - Québec
- Jeannette Boulizon - Québec
- Earlène Broussard - Amériques
- Huguette Burroughs - Ontario
- Paul Chassé - Amériques
- Françoise Delisle-Julien - Ontario
- Gilles Dorion - Québec
- Louis Dussault - Québec
- Martine Galibois-Barss - Ouest canadien
- Gilles Julien - Ontario
- Margie Sudre - Autres continents

### 1997
- Édith Comeau-Tufts - Acadie
- Jean-Marc Dalpé - Ontario
- Laura Lopez - Amériques
- Dean Louder - Québec
- Pierre-Louis Mallen - Autres continents

### 1998
- Aurélien Boivin - Québec
- Marie Bourgeois - Ouest canadien
- Gisèle Lalonde - Ontario
- Viola Léger - Acadie
- Yoshikazu Obata - Autres continents
- Zachary Richard - Amériques
- Jean Royer - Québec

### 1999
- Robert Auclair - Québec
- Alain Beaugier - Autres continents
- Émile Campagne - Ouest canadien
- Marguerite Campagne - Ouest canadien
- André Gaulin - Québec
- Jean-Marie Nadeau - Acadie
- Paul Rouleau - Ontario
- Ronald W. Tobin - Amériques

### 2000
- Ginette Adamson - Amériques
- Christine Dumitriu Van Saanen - Ontario
- Réginald Hamel - Québec
- Camille Laurin - Québec
- William Mackey - Québec
- Yvon Mahé - Ouest canadien
- David Parris - Autres continents
- Jean-Maurice Simard - Acadie

### 2001
- Noëlla Arsenault-Cameron - Acadie
- Robert Fournier - Amériques
- Yann Herry - Ouest canadien
- Pierre Martel - Québec
- Françoise Tétu - Québec
- Jean Watters - Ontario
- Sergio Zoppi - Autres continents

### 2002
- Youri Afanassiev - Autres continents
- Gérald C. Boudreau - Acadie
- Maria Chaput - Ouest canadien (Manitoba)
- André Marier - Québec
- Guy Matte - Ontario
- Jean Paré - Québec
- Warren A. Perrin - Amériques

### 2003
- Antoine Ayoub - Québec
- Euclide Chiasson - Acadie
- Antoine Del Busso - Québec
- Myrna Delson-Karan - Amériques
- France Levasseur-Ouimet - Ouest canadien
- Pierre Messmer - Autres continents
- Linda Savard - Ontario

### 2004
- Paul Chauvin - Ontario
- Rachel Killick - Autres continents
- Roland Mahé - Ouest canadien (Manitoba)
- Gilles Marcotte - Québec
- Dário Pagel - Amériques
- Jean-Paul Perreault - Québec
- Jean-Guy Rioux - Acadie

### 2005
- Louis Allain - Ouest canadien (Manitoba)
- Marc V. Levine - Amérique
- Jean-Pierre Pichette - Ontario
- Claude Poirier - Québec
- Louis J. Robichaud - Acadie
- Filippe Savadogo - Autres continents
- Esther Taillon - Québec

### 2006
- Jean Poirier - Ontario
- Georges A. Arès - Acadie
- Clément Mbom - Amérique
- Jacques Dubois - Autres continents
- Monique Giroux - Québec
- Marguerite Maillet - Acadie

### 2007
- Jean-Louis Roy - Québec
- Michel Rivard - Québec
- Phil Comeau - Acadie
- Gaétan Gervais - Ontario
- Renée Popov - Ouest canadien
- David Cheramie - Amériques
- Alain Rey - Autres continents

### 2008
- Diane Blais - Québec
- Jacques Laurin - Québec
- René Cormier - Acadie
- Claudette Paquin - Ontario
- Jeanne Leblanc - Ouest canadien
- Albert Valdman - Amériques
- Lars Damkjaer - Autres continents

### 2009
- Gilles Pellerin - Québec
- André Gladu - Québec
- Aurel Schofield - Acadie
- Liliane Vincent - Ontario
- Ibrahima Diallo - Ouest canadien (Manitoba)
- Sylvia Pratt - Amériques
- Hidehiro Tachibana - Autres continents

### 2010
- Jeannine Ouellet - Québec
- Benoît Pelletier - Québec
- Lise Ouellette - Acadie
- Raymond DesRochers (à titre posthume) - Ontario
- Mariette Mulaire - Ouest canadien (Manitoba)
- Samia I. Spencer - Amériques
- Ingo Kolboom - Autres continents

### 2011
- Alain Chartrand - Québec
- Pierre Patry - Québec
- Liane Roy - Acadie
- Lise Routhier Boudreau - Ontario
- Claudette Tardif - Ouest canadien (Alberta)
- Adriana Ramponi - Amériques
- Mme Yannick Gasquy-Resch - Autres continents

### 2012
- Benoît Melançon - Québec
- Florian Sauvageau - Québec
- Calixte Duguay - Acadie
- Mariette Carrier-Fraser - Ontario
- Jeanne Beaudoin - Ouest canadien
- Boris Schoemann - Amériques
- Ursula Mathis-Moser - Autres continents

### 2013
- Robert Boily - Québec
- Diane Lapierre - Québec
- Françoise Enguehard - Acadie
- Anne Gilbert - Ontario
- Camille Bérubé - Ouest canadien
- Robert C. Lafayette - Amériques
- Émile Lansman - Autres continents (Belgique)

### 2014
- Monique C. Cormier, Québec
- Conrad Ouellon, Québec
- Roger Doiron, Acadie
- Trèva Legault Cousineau, Ontario
- Angélina Gionet, Ouest canadien (Alberta)
- Marie-Christine Koop, Marie-Christine, Amériques (Texas)
- Philippe Suinen, Autres continents (Belgique)

### 2015
- Gaston Bellemare, Québec
- Pierre Fortier, Québec
- Annette Boudreau, Acadie
- Gilles Levasseur, Ontario
- Roger J. F. Lepage, Ouest canadien (Saskatchewan)
- Armand Chartier, Amériques (Massachusetts)
- Xavier North, Autres continents (France)

### 2016
- Yves Frenette, Québec
- Serge Quérin, Québec
- Roger Ouellette, Nouveau-Brunswick
- Nicole Fortier, Ontario
- Marie-France Kenny, Ouest canadien (Saskatchewan)
- William Arceneaux, Amériques (Louisiane)
- Georges Poirier, Autres continents (France)

### 2017
- Pierre Curzi, Québec
- Angéline Martel, Québec
- Jules Boudreau, Acadie
- Pierre Foucher, Ontario
- Michel Dubé, Ouest canadien
- Jane Moss, Amériques
- Loïc Depecker, Autres continents

### 2018
- Hélène Cajolet-Laganière, Québec
- Jim Corcoran, Québec
- France Martineau, Ontario
- Raymond Poirier, Ouest canadien (Manitoba)
- Marie-Claude Rioux, Acadie
- Thomas C. Spear, Amériques
- Józef Kwaterko, Autres continents

### 2019
- Guy Breton, Québec
- Suzanne de Courville Nicol, Alberta
- Ekaterina Isaeva, Russie
- François Larocque, Ontario
- Miléna Santoro, Virginie
- Allister Surette, Nouvelle-Écosse
- Michel Tremblay, Québec

### 2020
- Jayne Abrate, Illinois
- Dyane Adam, Ontario
- Anne Leis, Saskatchewan
- Pierre Nepveu, Québec
- Fred Pellerin, Québec
- Serge Rousselle, Nouveau-Brunswick
- Françoise Sule, Suède

### 2021
- Biz, Québec
- Linda Cardinal, Ontario
- Zita de Koninck, Québec
- Kenneth Gaudet, Nouvelle-Écosse
- Françoise Lionnet, Illinois
- Hans-Jürgen Lüsebrink, Allemagne
- Françoise Sigur-Cloutier, Saskatchewan

### 2022
- Françoise Armand, France et Québec
- Marie-Hélène Chomienne, Ontario
- Joseph Dunn, Louisiane
- Jean d'Entremont, Acadie de Nouvelle-Écosse
- Dany Laferrière, Haïti, France et Québec
- Mark C. Power, Ontario
- Paola Puccini, Italie et Québec

### 2023
- Évelyne Bornier, Amériques
- Raoul Boudreau, Acadie
- Diane Côté, Ouest canadien
- Claude Hauser, Autres continents
- Pierre-André Julien, Québec
- Bernard Leduc, Ontario
- Michel Robitaille, Québec